# Dictée du Balfroid
La Dictée du Balfroid est un concours national d'orthographe de la langue française, réservé aux élèves de 6e primaire, organisé annuellement en Belgique depuis 1988.

## Déroulement
Le concours se déroule en trois étapes : quarts de finale, demi-finales et finale.
Les quarts de finale ont lieu au cours du premier trimestre de l'année scolaire et sont organisés au sein des écoles participantes par chaque classe de sixième primaire.  Les quatre élèves ayant obtenu les meilleurs résultats sont sélectionnés pour participer aux demi-finales. Des inscriptions individuelles sont acceptées pour les élèves dont les écoles ne participent pas au concours.
Les demi-finales sont organisées en Belgique francophone au cours du second trimestre de l'année scolaire. Les élèves n'ayant pas commis plus de cinq fautes sont sélectionnés pour la finale.  L'élève ayant remporté le meilleur résultat à la demi-finale est sacré champion de sa province.
La finale se déroule au Palais des Congrès à Liège. Les demi-finales et la finale sont retransmises à la télévision par Belocal.tv qui est le résultat de la coopération de 6 chaînes régionales : Mons, Charleroi, Brabant-Wallon, Luxembourg, Liège et Verviers.

## La dictée
Il s'agit d'une dictée élaborée pour les élèves de sixième primaire.  À cette dictée s'ajoute une série de dix mots difficiles, servant à départager les ex æquo.

## Organisateurs
La dictée du Balfroid est organisée conjointement par l'asbl d'enseignants Le Balfroid, Les éditions de L'Avenir et Belocal.tv.  Le concours est parrainé par les ministres et le Parlement de la Communauté française, la Cocof bruxelloise, la Wallonie, le Secrétariat général de l’Enseignement catholique, le Conseil de l’Enseignement des Communes, des Provinces, les syndicats d’enseignants.

## Event for Unicef
L'Organisation des Nations unies pour l’Enfance a fait de la dictée du Balfroid un "Event for Unicef" - le troisième en Belgique, après le mémorial athlétique Ivo Van Damme et le Festival international du film de Flandre-Gand.